# ジョン・マクタガート
ジョン・マクタガート(John McTaggart 1866年9月3日 - 1925年1月18日)は観念論的形而上学者。マクタガートは生涯のほとんどをトリニティ・カレッジ (ケンブリッジ大学)の研究員・教員として送った。彼はヘーゲル哲学の解釈を行った、代表的なイギリス観念論者である。

## 生涯
マクタガートは1866年ロンドンでフランシスとエレンのエリス夫妻のもとに生まれた。彼は母方の大叔父のジョン・マクタガートに因んでジョン・マクタガート・エリスと名付けられた。彼が幼いころ、彼の家族は、大叔父からの相続状態を示すために彼をエリス・マクタガートとした。
マクタガートはトリニティ・カレッジへ行く以前、1885年にブリストルのクリフトン大学に入学していた。トリニティ・カレッジでは彼はヘンリー・シジウィック及びジェームズ・ウォード(どちらも哲学者とみなされる)の倫理学の優等試験を受けた。最初の講義で優秀だと評価を得た後(1888年に倫理学でそのように評価を受けたのは彼のみである)、1891年にはヘーゲルの大論理学に関する学位論文に基づいてフェローシップ制度の対象に選ばれた。それまでは彼はケンブリッジ・ユニオン・ソサエティー(ディベート部)と秘密主義的なケンブシッジ・アポストルズを取り仕切っていた。1897年には彼は大学の哲学教員の資格を得て、1923年まで保ち続けることになる地位に就いた(しかし彼は死ぬまで講義を続けた)。
マクタガートは若いころは急進的であったが、徐々に保守派に転じ(ヘーゲルの影響かもしれない)、第一次世界大戦の際にその平和主義のためにバートランド・ラッセルがトリニティー・カレッジを放校されるのに影響した。だがマクタガートは矛盾した人物であった。彼は保守主義者でありながら女性参政権の支持者であった。さらに、若いころから無神論者であったにもかかわらず不死の強固な信者で、英国国教会を擁護した。彼は個人として魅力的で、関心を持つ範囲は哲学にとどまらず、イギリスの小説や18世紀の回想録に対する浩瀚な知識で知られた。
彼が受けた栄誉として他には、セント・アンドルーズ大学 (スコットランド)から受けた名誉博士号やブリティッシュ・アカデミーからのフェローシップがある。
彼は1925年に死んだ。彼はニュージーランドのプリマスにいる母を訪ねた際に知り合ったマーガレット・エリザベス・バードと1899年に結婚したが、妻を残して先に死んだ。また、彼らには子供がいなかった。

## ヘーゲルの学問
マクタガートの初期の研究は、ヘーゲルの形而上学の方法とその結論およびそれらを他の分野に応用することに対する説明と批判に向けられた。彼の最初に発表された著書「ヘーゲル弁証法の典型(Studies in Hegelian Dialectic)」(1896年)はトリニティー・カレッジでフェローシップを獲得した学位論文を発展させたものであり、大論理学でのヘーゲルの弁証的方法に焦点を合わせている。彼の第2の著書「ヘーゲル宇宙論の典型(Studies in Hegelian Cosmology)」(1901年)は、ヘーゲル及び初期の新ヘーゲル学派がヘーゲル思想を倫理学、政治学、宗教に適用したことに対する批判により集中している。この著書ではたくさんの マクタガート独自の理論、例えば彼の不死に対する信仰が登場する。彼の最後の著書は明らかにヘーゲルに向けられた「ヘーゲルの大論理学に関する評論(A Commentary on Hegel's "Logic")」(1910年)というタイトルである。この著書では大論理学の主張を説明し、ある程度まで擁護することが試みられた。
彼は、ヘーゲルの見地と同じだと広く解釈され共有された弁証的方法を擁護したが、マクタガートのヘーゲル主義は無批判的であったわけではなく、彼はヘーゲル自身や初期の新ヘーゲル学派にははっきりと反対している。彼は、ヘーゲルの主張の具体的特徴の多くは重大な欠陥があり、ヘーゲルの抽象的な思想を応用することは退行するも同然だと強く思っていた。しかし、彼は決して前の世代のイギリス観念論者と同じ結論に達したわけではなく、彼の後期の著作は著しく異なった独自の観点から述べられている。それでもなお、彼がそれ以前の形のヘーゲル主義から断絶しているにもかかわらず、マクタガートは、それ以前のヘーゲル主義者たちのように彼にとって絶対的な思想である、究極的な実在の本性を把握するアプリオリな思想の能力を枢要なものだと信じることを先達から受け継いでいた。実際、彼の後期の作品と成熟した体系は、彼の絶対性という新しい概念を実質的なものとする試みに主にあてられている。

## 「時間の非実在性」 (1908)
「時間の非実在性」はマクタガートのもっともよく知られた哲学的論文である。最初1908年に雑誌「Mind」(17: 457-73)に掲載されたこの論文でマクタガートは、私たちの言う時間が間接的に矛盾しているかあるいは説明するのに不足しているので時間は存在しないと主張した。この主張を取りまとめて言うとまず、マクタガートは時間に関する二種類の言明、彼が言う所のA系列とB系列を区別した。A系列は過去、現在、未来といった時間軸上の位置を示すような表現のことで、B系列はある時点より前、より後といったことを示す表現のことである。A系列に対する攻撃として、マクタガートは、A系列上の出来事は過去でもあり、現在でもあり、未来でもあって、その3つはいずれも互いに排除しあう特性を持つので矛盾していると主張した。彼はさらに、ある出来事が「異なる時点で」過去である、現在である、あるいは未来であると表現するのは間接的に私たちがそういう「異なる時点」を過去である、現在である、未来であるといった言葉でによって一方では表現し、また一方ではその表現を過去である、現在である、未来であるといった言葉で表現する必要があるからだと力説する。B系列に対する攻撃として、マクタガートは、時間は必然的に変化を伴うのに、より先-より後という関係は決して変化しない(例えば2010年は常に2000年より後である)ので、B系列は時間を説明する上で不足とならざるを得ないと主張する。

### A系列
「[…]より遠い過去からより近い過去を通って現在へと流れていく位置の系列、そして現在から近未来、遠い未来へ[…]」
マクタガートは、「過去、現在、未来という区別が時間に関して本質的であって[…]この区別が現実に真ではあり得ないならば、時間は現実に存在しない」と言う。彼は、A系列がこういった区別や変化を体現しているため、A系列こそが「時間的」、真の時間の系列だと考えた。

### B系列
「より前からより後へと流れる位置の系列[…]」
B系列は変化の「向き」を体現している点では時間的である。しかしマクタガートは、B系列はそれ自体としては変化自体を体現していないと主張した。

### C系列
「[…]この別の系列―C系列と呼ぼう―は時間的ではない、なぜなら変化を伴わず、順序を決めるに過ぎないからである。出来事には生起する順序がある。それらは、例えばイ、ロ、ハ、ニとする。するとそれらの順序はイ、ハ、ロ、ニや、ハ、ロ、イ、ニなど他の可能な組み合わせのいずれでもない。しかしこの順序は文字やアルファベットの順序があるという以上に何らかの変化があることを示したりはしない。[…]」
マクタガートによればC系列は永久に固定されているので時間的ではない。また、彼は、C系列は時間の向きを考慮しないのでC系列に「変化」を導入してもB系列は得られないと言っている。: 
「[…]C系列は順序を決めるが、向きを決めない。C系列がM、N、O、Pと流れたら、B系列はM、O、N、PやM、P、O、Nその他ある二種類を除いていかなる順序でもより先からより後へは流れない。しかし、M、N、O、P(Mがより先でPがより後の場合)かP、O、N、M(Pがより先でMがより後の場合)というように流れる。そしてこの二つのうちどちらであるかを決定する変化の事実とC系列以外にはここには何も存在しない。[…]時間の順序を考える人はおそらくどちらの向きであるかを考えるだろう[…]しかし時間の系列を論じるうえでは、単に時間の外から変化を論じるだけでなく、系列それ自体に属するような変化を論じる必要がある。またこの変化はそれぞれに向きを持っており[…]それゆえC系列と変化の事実を除けば、変化がある向きを持っていてその逆ではないという時間の事実を得る与えられた順序が存在するに違いない。私たちは今、A系列はC系列とともに私たちに時間を与えるのに十分だとわかる。変化を得るために、また与えられた向きの中で変化するためには、C系列上のある位置が現在であり、他の時制が排除されていること、また、現在性のこの特徴が、現在のある側の全ての位置が過去であり、もう一方の側もいずれ過去になるというようなやり方で系列が流れていくことが十分である。現在だったことは過去であり、現在であろうことは未来である。」

### 主張の大まかな構造
マクタガートの時間の非実在性に関する主張は二つの部分に分けられる。一つ目の部分では彼は、B系列だけでは時間が存在するためには不十分だと主張する。そう主張することで、彼は同時に、A系列が時間に関して本質的だとも主張していることになる。時間は変化を要求するのに対して、B系列もC系列も必ずしも変化を伴わない。そうした点で、時間はA系列によって記述されなければならない。
第二の部分では、彼は最終的には、A系列は矛盾を導くため矛盾すると主張する。具体的に言うと彼は、発生するあらゆる出来事はある時点では未来であっただろうし、また別の時点では現代であるし、さらにまた別の時点では過去だろうし、また三つ目の時点で(とその後の全ての時点)では過去であり、以上のことからあらゆる出来事が時間の三つの特性、つまり未来性、現在性、過去性のよい例であるということを主張した。
この三つの特性は互いに排他的なので(それらは共起できない)、A系列の時間の概念は不条理、矛盾を生み出す。彼の主張の二つの部分がともに健全であれば時間はまやかしでしかないに違いない。つまり、時間は本当の存在論的な地位を持たない。

### 変化の観念
マクタガートは二つの固定的な系列(B系列とC系列)と一つの連続的に生成する系列(A系列)を定義した。このことは、物の変化の仕方に関する彼の主張の中枢的な部分である。B系列及びC系列では、物は固定された位置、固定された範囲を持つので、それらは変化しない。それらは初めから静止していると定義されている。
B系列における出来事について、マクタガートは、「B系列においては出来事がそれ自体として位置を占めるのをやめるということはあり得ないので、出来事がそれ自体存在しなくなったり存在し始めたりということはあり得ない。だから、ある出来事が別の出来事へ変化するということは起こりえない」、また、「B系列は永続的な関係を示すので、運動が止んだり、別の運動に変わったりといったことは起こりえない」と言っている。
マクタガートによれば、C系列は、B系列と同様に、同じシークエンスの上に永続的に並べられた出来事の集合であるから、C系列もまた変化しない。彼は、C系列上の出来事に関して、「[…]それらがこの秩序を持っていることはもはや文字やアルファベットの順序があるという以上に変化を持っているということをもはや意味しない。[…]」と言っている。
マクタガートは、私たちが「変化」だと考えるものは実際にはA系列に含まれる出来事の含有物だと主張する。具体的には、「しかし、ある意味ではそれは変化する。それは未来の出来事であることから始まった。それは各時点においてより近い未来になっていった。結果的にそれは現在となった。その後それは過去になって、その後は常にそのままであるが、ただ、各時点でより遠い過去へとなっていく」と言っている。かれはここでそういった変化が現実に起こるかどうかを問う。
だが、B系列の支持者から変化という観念を説明しようという試みが起こってきた。彼らは時制を完全に否定するが、彼らは時間も放棄されなければいけないということを認めない。

### 変化の本性
マクタガートは、A系列上の出来事に起こる変化は出来事の「質」に起こるのか出来事の間の「関係」に起こるのかを問うた。彼は、考慮に値する一つの関係があると考えた。それはつまり、「過去の出来事はただ一つの点で変化する―それは常に以前よりも現在から遠ざかっていくという点である」ということである。McTaggart 
A系列上の出来事の相対的位置は変化を示していると考えられる。それでマクタガートは、この関係性がA系列自体が存在しないことを示すと主張した。
A系列に関する基本的な主張は、A系列上で出来事が現在から遠ざかっていくような関係によって出来事が変化するならば、関係の内の一期間はC系列に属し、他の期間はA系列上の現時点であろうということである。これはつまり、「A系列を構成する関係は出来事と時点の関係であって、時系列上の物事それ自体に対する関係ではない」ということである。
この考えはA系列に対する別のいくつかの主張を導く。それらのうちでまず、未来、現在、過去という期間は互いに両立しないのにどの出来事もこの三つの関係全てを含んでいることが指摘される。マクタガートはこれを、出来事を未来「だった」、現在「である」、過去「であろう」と表現することで避けられると言う。そういいつつ彼は、これが悪循環を伴う、何故ならば時間を説明するのに時間を仮定している、つまり未来と過去に関してもう一つA系列を仮定しているのだから、と考えていた。
第二の主張として、第一の物と関連して、各々の出来事が未来「だった」し、現在「である」し、過去「だろう」とすれば、A系列を考えれば、もう一つのA系列があって、そこでは未来に現在「である」などと無限に続いていくことになる。マクタガートはこれを「悪しき無限系列」と呼び、また、それゆえにA系列は支持できないと主張した。
付け加えて、言うと、マクタガートのA系列に対する主張は二つの根拠の仮定に支えられている。:
1.あらゆる出来事は同時に過去、現在、未来の特性を持つ。
2.こういうA特性は互いに両立できない(つまり相互排他的である)こと。
マクタガートが全ての出来事は全ての特性を「同時に」持つと仮定したことを責めることで第一の根拠に反論するかもしれない。それは、退歩を生み出す緊張を要求するような矛盾とともに全ての出来事が始まると仮定することであるが、すでに私たちはこれを拒否していて、矛盾は解消されない。出来事は過去であるが現在や未来ではないのと同時にその出来事は現在であって過去や未来ではない。
彼はこの主張を「私たちの時間を否定する根拠は、こういって差し支えないだろうが、時間は時間を仮定しなければ説明できないということである」という言葉で締めくくっている。

### 「時間の非実在性」の影響
マクタガートの論文は時間の哲学の生産的な分野を導いた。彼は「緊張した」時間の理論と「弛緩した」時間の理論の両方の土台を据えた。彼は相対主義的な取り組みを放逐したがそれが彼の分析にどう影響したであろうかを気にかけている。

## 成熟した体系: 「存在の本性」
彼の後期の仕事、特に二巻に及ぶ「存在の本性」において、マクタガートは彼独自のきわめて独創性の高い、形而上学的体系を発展させた。そのうちでもっとも有名なのは「時間の非実在性」の擁護であるが、マクタガートの体系はより浩瀚である。「存在の本性」においてマクタガートはヘーゲルの弁証法ではなくむしろより近代的な形而上学の様式に基づいていたマクタガート自身の初期の著作に対してヘーゲルの宇宙論を擁護している。
マクタガートは、世界は魂のみから成り、それぞれの魂は互いに愛によって結びついていると断言した。彼は個人的な神の信念に対して反論し、絶対的な(マクタガートにとっては魂の集団)たった一つの個性を否定した(よって無神論が正当化される)。しかし、マクタガートの哲学は根本的に楽天主義である。マクタガートは魂がそれぞれ(それらは人間だとみなされるのだが)は不死であると信じて霊魂再来説の考えを擁護した。「存在の本性」では時間、物質、その他の存在をマクタガートが否定したことと明らかな存在が組み合わせることが試みられてもいる。
その結語が神秘主義的な調子であるにもかかわらず、「存在の本性」の哲学的方法は神秘主義からは程遠い。マクタガートは、彼の体系だけが必要条件を満たすと主張する根拠(2巻)を後続させつつあらゆる形而上学的体系の本質的必要条件の慎重な分析によって結論に到達している。彼の体系の論理的厳格さは証拠に目立っている。例えば時間の非実在性の証拠が有名な試みられたものである。

## 影響
マクタガートはバートランド・ラッセル及びジョージ・エドワード・ムーアの友人にして教師であり、また、マーティン・ガードナーによれば、この3人はトリニティーカレッジのキ印のお茶会として知られていた(マクタガートはヤマネということになっていた)。ラッセルやムーアとともにマクタガートはケンブリッジアポストルの会員で、それを通して彼は全ての世代の作家や政治家(彼がアポストルに巻き込むことは多分、他の何にもましてブルームズベリー・グループのメンバーとかち合っている。)に個人的な影響を与えたであろう。
特に、マクタガートは初期のバートランド・ラッセルに影響を与えた。若きラッセルが当時はやっていたヘーゲル主義に転向したのはマクタガートを通じてのことであり、それはラッセルの後期の著作のアークを始めるヘーゲル主義に対するラッセルの反論であった。
マクタガートはラッセルやムーアの師で個人的な知己でもあったのと同時に、彼らが新ヘーゲル派観念論に反論した当時のケンブリッジでの新ヘーゲル派観念論のもっとも影響力のある支持者であった。オックスフォード大学のフランシス・ハーバート・ブラッドリーとともに彼は、イギリス観念論者のもっとも有名な生き残りとして、批判的実在論の急襲の第一の標的であった。以上のようにマクタガートの間接的な影響は絶大なものがある。近代分析哲学はおそらくこの時期のラッセルやムーアの研究にさかのぼれるので、マクタガートの著作は本当の意味で前時代の産物であるにもかかわらず分析哲学史家の関心を惹き続けている。
「存在の本性」は、トーマス・ヒル・グリーンの「倫理のプロレゴメナ」、ブラッドリーの「現実性の出現」とともにイギリス観念論の大きな偉業を示しており、マクタガートは古典的な時代では最後の偉大なイギリス観念論者である。

## さらなる参考文献

### Selected Bibliography

#### Books
- 1896, Studies in Hegelian Dialectic. Cambridge: At the University Press.
- 1901, Studies in Hegelian Cosmology. Cambridge: At the University Press.
- 1906, Some Dogmas of Religion. London : Edward Arnold.
- 1910, Commentary on Hegel's 'Logic'. Cambridge: At the University Press.
- 1934, Philosophical studies, edited with an introduction by S.V. Keeling. London: Arnold.

#### 日本語訳
- ジョン・エリス・マクタガート著、永井均訳　『時間の非実在性』　講談社、講談社学術文庫、2017年2月

#### Articles
- 1892, "The Changes of Method in Hegel's Dialectic", Mind 1, pp. 56–71 & 188-205.
- 1895, "The Necessity of Dogma", International Journal of Ethics 5, pp. 147–16.
- 1896, "Hegel's Theory of Punishment", International Journal of Ethics 6, pp. 479–502.
- 1897, "Hegel's Treatment of the Categories of the Subjective Notion", Mind 7, pp. 164–181 & 342-358.
- 1897, "The Conception of Society as an Organism", International Journal of Ethics 7, pp. 414–434.
- 1900, "Hegel's Treatment of the Categories of the Idea", Mind 9, pp. 145–183.
- 1904, "Human Pre-Existence", International Journal of Ethics, pp. 83–95.
- 1902, "Hegel's Treatment of the Categories of Quality", Mind 11, pp. 503–526.
- 1903, "Some Considerations Relating to Human Immortality", International Journal of Ethics 13, pp. 152–171
- 1904, "Hegel's Treatment of the Categories of Quality", Mind 13, pp. 180–203.
- 1908, "The Unreality of Time", Mind 17, pp. 457–474.
- 1908, "The Individualism of Value", International Journal of Ethics 18, pp. 433–445.
- 1909, "The Relation of Time and Eternity", Mind 18, pp. 343–362.
- 1915, "The Meaning of Causality", Mind 24, pp. 326–344.
- 1923, "Propositions Applicable to Themselves", Mind 32, pp. 462–464.

### Secondary Literature
- John McTaggart Ellis McTaggart, by G. Lowes Dickinson, with chapters by Basil Williams & S.V. Keeling. Cambridge: At the University Press (1931).
- Examination of McTaggart's Philosophy, 2 volumes, by C. D. Broad. Cambridge : At the University Press (1933–1938).
- Truth, love and immortality : an introduction to McTaggart’s philosophy, by P. T. Geach. London: Hutchinson (1979).
- Gerald Rochelle (http://www.practicalphilosophy.org.uk/index), The Life and Philosophy of J.McT.E. McTaggart 1866-1925 (Lewiston, New York, Edwin Mellen Press, 1991.
- Gerald Rochelle, Behind Time: The incoherence of time and McTaggart’s atemporal replacement (Aldershot, Ashgate, 1998.
- Gerald Rochelle, ‘Killing time without injuring eternity — McTaggart’s C series’, Idealistic Studies, Vol. 28, No. 3, Fall 1998, 159-69.
- "McTaggart, John McTaggart Ellis (1866–1925)", in Routledge Encyclopaedia of Philosophy, ed. E. Craig (1998)